# Werner Haseleu
Werner Haseleu (* 2. Mai 1935 in Wittenberg; † 29. Juni 2012) war ein deutscher Opernsänger mit der Stimmlage Bassbariton.

## Leben und Wirken
Haseleu wurde in Leipzig ausgebildet und debütierte 1958 am Nationaltheater Weimar, an dem er bis 1973 wirkte. Hier trat er als Leporello (Don Giovanni), Don Alfonso (Così fan tutte), König Philipp (Don Carlos), Falstaff in Verdis gleichnamiger Oper und als Ochs (Der Rosenkavalier) hervor.
1973 wechselte er an die Staatsoper Dresden. Am 21. April 1974 wirkte er an der Berliner Staatsoper in der Uraufführung der Oper Sabellicus von Rainer Kunad mit. Er sang in Dresden u. a. auch den Blaubart in Herzog Blaubarts Burg von Béla Bartók sowie den Moses in Arnold Schönbergs Moses und Aron. In den Uraufführungen der Opern Der Schuhu und die fliegende Prinzessin von Udo Zimmermann (30. Dezember 1976) und Vincent von Kunad (22. Februar 1979) sang er Haupt- bzw. Titelrollen. Bis 1984 blieb er an der Dresdner Oper und kam dann kontinuierlich zu Harry Kupfer und Rolf Reuter an die Komische Oper Berlin, an der er bereits 1983 in der Premiere von Aribert Reimanns Lear die Titelpartie gesungen hatte, die er dann auch 1988 am Opernhaus Zürich interpretierte. In der Uraufführung der Oper Judith von Siegfried Matthus vom 28. September 1985 an der Komischen Oper war er der Holofernes. 1988 war er in Berlin der Leporello in Der steinerne Gast von Dargomyschski. 1998 trat er an der Komischen Oper in König Hirsch von Hans Werner Henze auf.
Gast war Haseleu auch an den Opern von Leningrad, Prag, bei den Festspielen von Wiesbaden und in Lausanne. Er war auch auf dem pädagogischen Sektor tätig: Lehraufträge nahm er 1961 bis 1973 an der Musikhochschule Weimar sowie seit 1973 an der Hochschule für Musik Dresden wahr.
Haseleu starb im Juni 2012 im Alter von 77 Jahren und wurde auf dem Dresdner Heidefriedhof beerdigt.

## Schallplatten
Haseleus Stimme ist auf der Marke Eterna (Die schweigsame Frau von Richard Strauss, Moses und Aron, Levins Mühle von Udo Zimmermann, Szenen aus Lear von Aribert Reimann und aus Judith von Siegfried Matthus) dokumentiert, Berlin Classics (Holofernes in der vollständigen Oper Judith von Matthus), Mondo Musica (Ochs im Rosenkavalier, Teatro La Fenice Venedig 1982). Matthus Judith wurde vom DFF aufgezeichnet und gesendet.